# 아프로쿠반 재즈
아프로쿠반 재즈(Afro-Cuban jazz)는 라틴 재즈의 초기 형태이다. 그것은 아프리카계 쿠바인들의 고전적 리듬과 재즈의 조화와 즉흥 연주의 기교를 혼합한다. 아프로쿠반 재즈는 1940년대 초 마치토와 그의 뉴욕에 본부를 둔 밴드에서 쿠바 음악가 마리오 바우자와 프랭크 그릴로 "마치토"와 함께 처음 등장했다.